# Ачунг

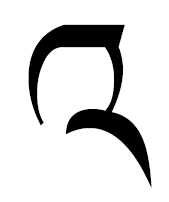

Ачунг (малое А) — 23-я буква тибетского алфавита, может быть или слогообразующей, или суффиксом. Как слогообразующая буква ачунг может сочетаться только с суффиксами. Приписные и надписные с ачунгом не сочетаются. Ачунг не сочетается также с огласовкой дрэнбу. В тибетской практической транскрипции ачунг используется для передачи китайских дифтонгов и санскритских долгих гласных.
Числовое соответствие: а — 23, агигуи — 53 и т. д.

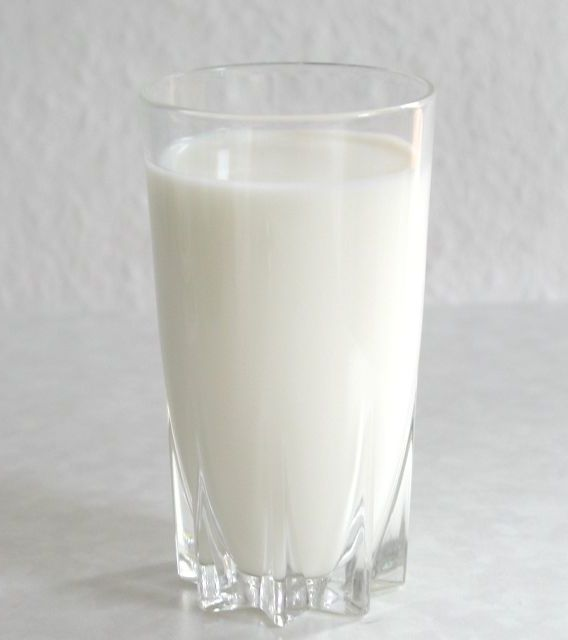
Ома — молоко
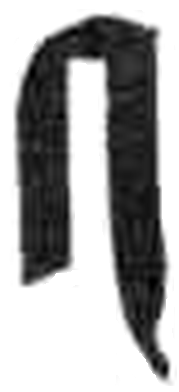
Ачунг умэ